# Municipio de Boone (condado de Harrison)
El municipio de Boone (en inglés: Boone Township) es un municipio ubicado en el condado de Harrison en el estado estadounidense de Indiana. En el año 2010 tenía una población de 1391 habitantes y una densidad poblacional de 11,27 personas por km².

## Geografía
El municipio de Boone se encuentra ubicado en las coordenadas 38°2′13″N 86°4′13″O / 38.03694, -86.07028. Según la Oficina del Censo de los Estados Unidos, el municipio tiene una superficie total de 123.41 km², de la cual 122,52 km² corresponden a tierra firme y (0,72 %) 0,89 km² es agua.

## Demografía
Según el censo de 2010, había 1391 personas residiendo en el municipio de Boone. La densidad de población era de 11,27 hab./km². De los 1391 habitantes, el municipio de Boone estaba compuesto por el 98,13 % blancos, el 0,07 % eran afroamericanos, el 0,29 % eran amerindios, el 0,22 % eran asiáticos, el 0,5 % eran de otras razas y el 0,79 % eran de una mezcla de razas. Del total de la población el 1,51 % eran hispanos o latinos de cualquier raza.